# Docu-reality
El docu-reality es un género normalmente televisivo que combina los géneros de documental y de telerrealidad. Del género documental hereda sus formas estilísticas y su objetivo de plasmar en imagen un tema de la realidad, y del género de telerrealidad hereda un acercamiento mucho más extremo a la temática presentada, en forma de entrevistas y seguimiento periodístico a veces de 24 horas al día, que el que se realiza en el documental clásico.

## Docuserie
La docuserie es el subtipo más común de docu-reality, y se identifica porque a diferencia de docu-realities de una sola entrega, se emite en forma de serie de televisión, con entregas periódicas. Permite el progresivo conocimiento de la persona o personas que lo protagonizan y que la audiencia se identifique con ellos como ocurre con los personajes de cualquier serie de ficción.

### Algunos ejemplos
- Atlas, la otra pasión
- Alondra
- Chaparreando
- Campeonísimo
- El Puente
- Los Tinelli